# Kami nomi zo Shiru Sekai
«Одному лише Богу відомий світ» (яп. 神のみぞ知るセカイ; англ. The World God Only Knows) — романтична манґа, яку написав та проілюстрував Вакакі Тамікі. Виходила з 9 квітня 2008 року в журналі Weekly Shonen Sunday, а видавництво Shogakukan випускало її у форматі танкобонів. Загалом опубліковано 26 томів, заключний — 23 квітня 2014. Аніме-адаптація манґи була офіційно оголошена в Weekly Shonen Shogakukan неділю 2010 випуск № 19. Перші два сезони адаптували розділи 1-41, а третій, пропускаючи багато розділів, адаптував вже 114—189 розділи (Арка Богинь). 54-55 розділи були адаптовані в OVA The World God Only Knows: Tenri-Hen, також вийшли ще два спін-офи OVA.

## Сюжет
У минулому, в пеклі відбулася революція, в ході якої нація «нових демонів» повалила «старе пекло». У цій війні до нових демонів приєдналися небеса, і шість богинь пожертвували собою, що б запечатати переможених демонів. Однак, серед нових демонів залишилися ті, хто мріяв про велич старого пекла і його відродження. Дані демони утворили екстремістську групу «Вінтаж», яка, попри свою незаконність, глибоко проникла в керуючі структури Нового пекла.
З невідомих причин, печатка, яка стримувала переможених демонів була знята і близько шістдесяти тисяч демонів іменованих в манзі «шаленими духами» (яп. 駆け 魂) опинилися на волі. Вони сховалися в порожнечі жіночих сердець, де стали харчуватися негативними емоціями своїх господинь і поступово відновлювати втрачені сили. Для вилову цих духів і неофіційно, для захоплення богинь, був створений особливий загін демонів, кожен з яких працює в парі з людиною. Людина повинна заповнити порожнечу в серці, не залишивши таким чином місця для духа. Наприклад, допомогти одержимому духом досягти успіху або зцілити його від хвороб. Найбільш швидко серце людини заповнює любов. Однак, ефект любові настільки швидкий, настільки ж і нестабільний, тому ловці духів воліють не зв'язуватися з нею. Після того як дух тим чи іншим чином вигнаний з серця людини, демон повинен зловити вигнаного з серця духа. Пам'ять людей згодом коригується, щоб ніщо не вказувало на працюючу у парі з демоном людину. Однак, бо пекло економить енергію, такі зміни зводяться до мінімуму.
Сюжет оповідає про одній з таких пар ловців духів, людини Кейми Кацурагі і демонесси Елсі. Пізніше вийшов спінофф «Magical Star Kanon 100 %», який розповідає альтернативну історію. Відповідно до неї, замість Кейми напарницею Елсі виступає Канон Накагава. Вона стає дівчинкою-чарівницею котра бореться з шаленими духами за допомогою своїх пісень. Однак, через закляття демона Канон перетворилася на дитину і може приймати свою дорослу форму лише під час боїв. OVA з екранізацією спінофу вийшла в липні, разом з обмеженим виданням 22 тому.

## Медіа

### Манґа
Манґа Kami nomi zo Shiru Sekai Вакакі Тамікі виходила в журналі Weekly Shōnen Sunday з 9 квітня 2008 по 23 квітня 2014. Прототипос сюжету став ван-шот автора Koishite!? Kami-sama!! (яп. 恋 し て!? 神 様!!?), опублікований в 32 номері цього журналу за 2007 рік. Shogakukan видали манґу у 26 танкобонах, які виходили у період з11 липня 2008 по 18 червня 2014.
Також серія ліцензована в Південній Кореї компанією Haksan Culture Company.

### Лайт-новела
Лайт-новел під назвою The World God Only Knows-God and the Devil and an Angel (яп. 神 のみ ぞ 知る セカイ — 神 と 悪魔 と 天使 Kami nomi zo Shiru Sekai Kami to Akuma to Tenshi?), написана Мамідзу Арісавой та ілюстрована Таміка Вакако, була представлена 19 травня 2009 року та опублікована видавництвом Shogakukan під лейблом GAGAGA Bunko. Друга частина лайт-новели вийшла під назвою The World God Only Knows 2 Prayer and Curse and Miracle (яп. 神 のみ ぞ 知る セカイ 2 祈り と 呪い と キセキ Kami nomi zo Shiru Sekai Inori to Noroi to Kiseki?) Вийшла 18 травня 2010 і розповідає про життя Хакуо.

### Аніме
Адаптація аніме була офіційно оголошена Shogakukan в Weekly Shōnen Sunday за 2010 рік в номері 19. Було оголошено, що сценарист Курата Хідеюкі, дизайнер персонажів Акіо Ватанабе, і директор Такаянаґі Шіґехіто будуть працювати над проєктом. Студією, що відповідає за анімацію, стала Manglobe. 
Пролог OVA вийшов разом з десятим томом манґи 17 вересня 2010. Аніме транслювали на TV Tokyo з 6 жовтня по 22 грудня 2010, другий сезон з 11 квітня по 28 червня 2011 року. Другий епізод OVA під назвою Kami Nomi zo Shiru Sekai: 4-nin to Idol (神のみぞ知るセカイ　4人とアイドル?, «The World God Only Knows: 4 Girls and an Idol»), вийшов на DVD 16 вересня 2011 року. В Anime Weekend Atlanta 2011, Sentai Filmworks оголосив, що аніме ліцензоване для показу в Північній Америці і випустить перший сезон на DVD і Blu-Ray дисків в січні 2012 року. Третя OVA під назвою Kami Nomi zo Shiru Sekai: Tenri-Hen (神のみぞ知るセカイ　天理篇?, «The World God Only Knows: Tenri Arc»)Kami Nomi zo Shiru Sekai: Tenri-Hen (神のみぞ知るセカイ　天理篇?, «The World God Only Knows: Tenri Arc»), вийшов двома частинами 16 жовтня і 18 грудня 2012 року. Третій сезон аніме і спін-офф OVA на основі характеру Kanon був оголошений в 2013 році. Спін-офф під назвою Магічна зірка Kanon 100 % (マジカル ☆ スター かのん 100 %?) і вийшов в комплекті з 22-м томом манги 18 червня 2013. Третій сезон, під назвою The World God Only Knows: Goddesses (神のみぞ知るセカイ 女神篇 Kami Nomi zo Shiru Sekai: Megami-Hen?), почалася трансляція на TV Tokyo 8 липня 2013.